# 행위자 연결망 이론
행위자 연결망 이론(actor–network theory; ANT)은 세계의 모든 존재는 그것이 사회적이든 자연적이든 막론하고 지속적으로 변화하는 상호 관계 속에 존재한다는 이론적 방법적 접근법이다. 이 관계 밖에 존재하는 것은 아무것도 없다. ANT는 사회적 힘을 그 자체로 혼자 있는 것으로 상정하지 않으며, 때문에 사회적 현상을 설명할 때는 이 개념을 사용할 수 없다. 대신 엄밀한 경험적 분석으로 사회 활동을 "설명"한다기보다 "묘사"할 수 있다. ANT의 근본 목적은 이 사회 연결망이 어떻게 건설 또는 조립되고, 특정 목표를 달성하기 위해 유지되는지를 탐구하는 것이다. 
ANT는 많은 관계들이 유물론적(사물 간 관계)이며 또한 기호학적(개념 간 관계)이라고 한다. ANT는 사건이나 혁신의 본질주의적 설명을 거부하는 사회구조주의적 접근의 일종이라고 할 수 있다. ANT는 어떤 이론이 성공적인 이유를 그것을 성공하게 하는 요소들 간의 조합과 상호작용으로써 설명하지, 그 이론이 참이거나 거짓이라서 그렇다고 하지 않는다. 그렇기에 ANT 스스로는 그 자체로 응집력 있는 이론이 아니다. ANT는 이 특유의 유물론-기호학적 접근으로 인해 다른 과학기술학 이론들이나 사회연결망 이론들과 구분된다.
ANT를 발달시키는 데 기여한 학자로는 과학기술학자 미셸 칼롱, 브뤼노 라투르, 사회학자 존 로 등이 있다. 

## 같이 보기
- 과학기술학
- 기술의 사회적 구성론